# Okres Senica
Okres Senica je jeden z okresů Slovenska. Leží v Trnavském kraji, v jeho severní části. Na severu hraničí s okresem Skalica a Myjava, na jihu s okresem Malacky a Trnava, na západě s Českem a Rakouskem.